# عضلة مدورة كبيرة
العضلة المدورة الكبيرة (باللاتينية: Teres major muscle) في علم تشريح الإنسان، هي إحدى عضلات الطرف العلوي.